# Furacão Lee (2023)
O furacão Lee foi um furacão de Cabo Verde de longa duração e extremamente poderoso que impactou as Bermudas, o nordeste dos Estados Unidos e o leste do Canadá mais tarde na sua existência. Lee foi a décima terceira tempestade nomeada, o quarto furacão e o terceiro grande furacão da temporada de furacões no Atlântico de 2023.
Lee foi formado em 5 de setembro de uma onda tropical que se mudou da costa da África Ocidental para o Atlântico tropical alguns dias antes. Uma forte corrente de direção fez com que a tempestade seguisse para noroeste, longe das Ilhas Barlavento do Norte. Condições altamente favoráveis permitiram que Lee se intensificasse rapidamente para um furacão de categoria 5 em 7 de setembro, seus ventos aumentaram em 75 kn (86 mph; 139 km/h) em 24 horas. Isto tornou ‑ a a terceira intensificação mais rápida já registada no Atlântico. No entanto, com a mesma rapidez, a força de Lee diminuiu e flutuou em intensidade por vários dias devido ao forte cisalhamento do vento e aos múltiplos ciclos de substituição da parede do olho.
Em 13 de setembro, o sistema contornou o lado sudoeste de uma grande crista de alta pressão sobre o Atlântico central, virou e acelerou para o norte. Lee logo entrou em um ambiente de crescente cisalhamento do vento e sobre águas cada vez mais frias, fazendo com que o sistema enfraquecesse lentamente à medida que se aproximava das Bermudas e da Nova Inglaterra, e sofresse a transição para um ciclone extratropical. O ciclone atingiu então a Nova Escócia, Novo Brunswick, Ilha do Príncipe Eduardo e Terra Nova e Labrador, antes de se deslocar para o extremo norte do Atlântico. Como uma baixa extratropical, Lee trouxe chuvas e ventos fortes para partes do Reino Unido e da Irlanda.
As ondas geradas por Lee causaram ondas perigosas e correntes de retorno ao longo de toda a costa atlântica dos Estados Unidos. Ventos fortes com rajadas ‑ força de furacão causaram cortes de energia extensos no estado americano do Maine e nas províncias canadianas de New Brunswick e Nova Escócia. Duas mortes relacionadas à tempestade foram confirmadas: um menino de 15 anos afogado em Fernandina Beach, Flórida ; e um homem de 51 anos morreu em Searsport, Maine, quando uma árvore caiu sobre o carro em que ele estava. Além disso, um homem de 21 anos continua desaparecido depois que o barco em que ele estava virou devido às ondas altas em Manasquan Inlet, Nova Jersey.

## História meteorológica
O Centro Nacional de Furacões (NHC) começou a monitorar uma onda tropical sobre a África Ocidental no início de 1 de setembro. A onda moveu-se para o oceano Atlântico tropical em 2 de setembro, produzindo atividades desorganizadas de chuvas e trovoadas, e começou a se organizar gradualmente. Uma área de baixa pressão formou-se a partir da onda dois dias depois a oeste-sudoeste de Cabo Verde. No dia 5 de setembro, o baixo tornou-se mais organizado, com o desenvolvimento de múltiplas faixas de baixo nível e a formação de um centro bem definido. Consequentemente, foram iniciados avisos sobre a depressão tropical Treze às 15:00 UTC naquele dia. Em meio a condições favoráveis para a intensificação, que incluíam temperaturas quentes da superfície do mar, cisalhamento moderado do vento e umidade relativa moderada de nível médio, a depressão rapidamente se fortaleceu na tempestade tropical Lee em poucas horas.
Lee seguiu na direção oeste-noroeste, orientado por uma crista de nível médio localizada ao seu norte, e continuou a se intensificar à medida que se tornou mais bem organizado, com aumento de faixas convectivas, desenvolvimento de uma nebulosidade central densa e formação de um olho irregular, evidente no visível. imagens de satélite na tarde seguinte. Às 21h UTC em 6 de setembro, o sistema foi fortalecido em um furacão categoria um localizado bem a leste das Ilhas Barlavento do Norte. A intensificação explosiva começou no dia seguinte, com Lee alcançando a força de categoria 2 às 15:00 UTC, então atingindo a força da cCategoria 4 às 21:00 UTC. Poucas horas depois, uma missão de caçadores de furacões descobriu que ela havia atingido a categoria 5 de força e possuía um olho de 15 nmi (17 mi; 28 km) cercado por topos de nuvens convectivas com temperaturas tão baixas quanto −76 °C (−105 °F). Às 06:00 UTC em 8 de setembro, os ventos máximos sustentados de Lee atingiram 145 kn (167 mph; 269 km/h), um aumento de 75 kn (86 mph; 139 km/h) em 24 horas, tornando-o o ‑ furacão no Atlântico com intensificação mais rápida já registrado, atrás apenas do Felix em 2007 e do Wilma em 2005. Durante este mesmo período, a pressão barométrica mínima do furacão caiu para 926 mbar (27.3 inHg).
Várias horas depois, um aumento no cisalhamento do vento sudoeste fez com que o olho de Lee ficasse cheio de nuvens e a tempestade se tornasse mais assimétrica. Isso fez com que Lee enfraquecesse rapidamente para uma categoria de baixo custo Furacão 3 no início de de setembro. Mais tarde naquele dia, dados de uma missão de caçadores de furacões na tempestade revelaram que Lee estava passando por um ciclo de substituição da parede do olho e ainda sendo afetado negativamente por um modesto cisalhamento vertical do vento. A missão também observou ventos de pico no nível de voo que ainda estavam diminuindo. Como resultado dessas descobertas, o furacão foi rebaixado para a categoria 2 às 03:00 UTC em 10 de setembro. Posteriormente, à medida que o sistema completava o ciclo de substituição da parede do olho, o cisalhamento do vento começou a diminuir, o que permitiu que o novo olho de maior diâmetro se contraísse e se tornasse mais simétrico; como resultado, Lee intensificou-se para a força categoria 3 mais uma vez naquele mesmo dia com ventos máximos sustentados de 105 kn (121 mph; 194 km/h). A aparência geral de Lee melhorou no curto prazo, e a pressão barométrica da superfície caiu devido ao aumento de tamanho da tempestade, apesar dos ventos máximos sustentados permanecerem relativamente consistentes. O sistema passou por dois ciclos de substituição da parede ocular ao longo dos dias seguintes; e embora tenham causado algumas flutuações em seu tamanho e intensidade, Lee permaneceu um grande furacão o tempo todo.
Lee seguiu lentamente na direção oeste-noroeste para noroeste durante esse período, antes de virar para o norte em 13 de setembro, movendo-se ao redor do lado oeste de uma cordilheira subtropical situada sobre o Atlântico central. Naquele mesmo dia, o furacão começou a enfrentar cisalhamento crescente de sudoeste juntamente com a entrada de ar seco e enfraqueceu para a força categoria 2. Apesar disso, Lee continuou a crescer em tamanho, com ventos com força de furacão estendendo-se até 185 km de seu centro e ventos com força de tempestade tropical estendendo-se até 240 mi (390 quilômetros). O enfraquecimento lento continuou e Lee foi rebaixado para um furacão categoria um na manhã de 14 de setembro, uma vez que o seu olho já não era aparente nas imagens de satélite e a convecção profunda estava ausente nas porções sudoeste da circulação da tempestade. Mais tarde naquele dia, o sistema fechou, 298 km (185 mi), passa a oeste das Bermudas. À medida que Lee avançava para o norte, o arrastamento contínuo de ar seco e o cisalhamento do vento sul cada vez mais forte deslocaram a convecção da tempestade para o lado norte do sistema, enfraquecendo-o ainda mais. Esses fatores fizeram com que o furacão iniciasse sua transição extratropical, que foi concluída às 09h00. UTC em 16 de setembro. Mais tarde naquele dia, o centro do ciclone atingiu Long Island, na Nova Escócia. Então, durante a noite em 17 de setembro, atravessou tanto Nova Brunswick quanto a Ilha do Príncipe Eduardo, em seu caminho em direção à Terra Nova. Como uma baixa extratropical, Lee começou a impactar a Irlanda e o Reino Unido em 20 de setembro. O Met Office emitiu alertas de inundação para partes do norte da Inglaterra e do País de Gales.

## Preparativos e impacto

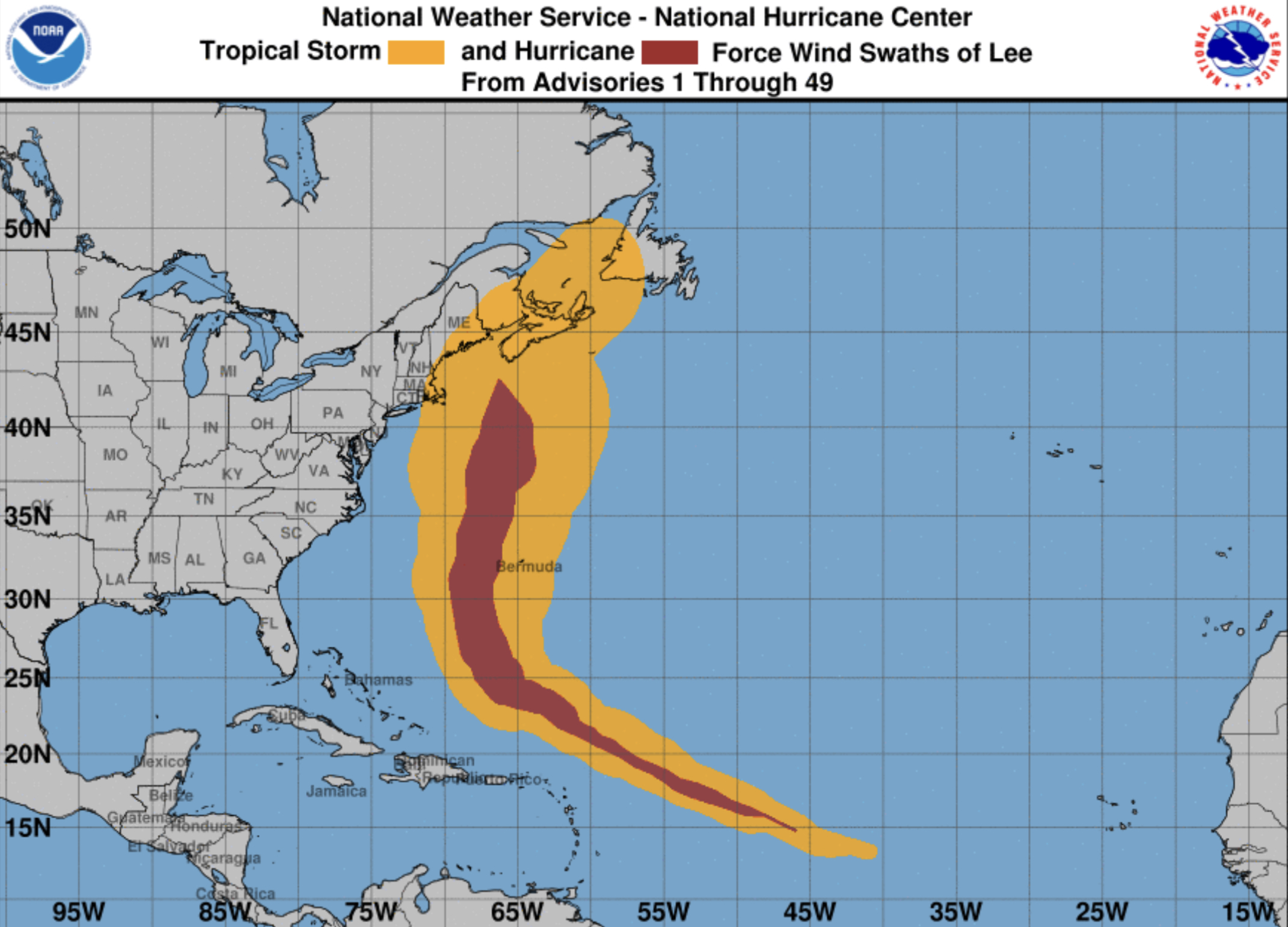
História do campo eólico do furacão Lee

### Caribe
Um alerta de ciclone tropical estava em vigor para as Ilhas Barlavento e as Ilhas Virgens Britânicas em setembro 7–8. Além disso, um alerta de ondas altas de ‑ dias foi emitido para as Ilhas Virgens Britânicas em 8 de setembro.
Em 7 de setembro, o governo federal dos Estados Unidos enviou alimentos, água e equipes de resposta rápida para Porto Rico e para as Ilhas Virgens dos Estados Unidos. Um alerta de ondas altas também foi emitido para ambos os territórios.

### Bermudas
As Bermudas receberam alertas de tempestade tropical em 12 de setembro, que mais tarde foram atualizados para avisos em de setembro
As Bermudas sofreram condições de tempestade tropical. A Câmara da Assembleia mudou a data da reunião de 15 de setembro para O Aeroporto Internacional LF Wade relatou ventos de pico de 82 km/h (51 mph) e ficou fechado até 16 de setembro. Até 11.342 pessoas perderam energia como resultado da tempestade; e as estações de ônibus de Devonshire e St. George tiveram falhas de energia significativas, fazendo com que fossem fechadas até 16 de setembro. O Estaleiro Naval Real também sofreu danos, causando atrasos na balsa entre o Estaleiro e St.

### Estados Unidos
Um alerta de furacão e um alerta de tempestade tropical foram emitidos para a costa da Nova Inglaterra, de Rhode Island ao Maine, incluindo Block Island, Martha's Vineyard e Nantucket, em 13 de setembro. Um alerta de tempestade também foi emitido para a Baía de Cabo Cod e Nantucket, embora este alerta tenha sido cancelado quando a tempestade se desviou mais para o leste. Durante a tarde de 14 de setembro, um barco virou durante um aviso de uma pequena embarcação após ser atingido por uma onda alta na enseada de Manasquan, em Nova Jersey, exigindo que os socorristas resgatassem duas pessoas. Um homem de 21 anos estava a bordo e foi morto e o corpo deu à costa em Point Pleasant Beach em 24 de setembro. Ondas fortes e correntes perigosas estavam presentes ao longo de toda a costa leste dos Estados Unidos quando Lee passou pela costa, em 15 de setembro, um menino de 15 anos se afogou devido às ondas fortes em Fernandina Beach, Flórida. Em 16 de setembro, todos os voos da Cape Air entre o Aeroporto Internacional Logan e o Aeroporto Condado Hancock – Bar Harbor foram cancelados.

#### Nova Iorque
A governadora do estado de Nova Iorque, Kathy Hochul, enviou cinquenta membros da Guarda Nacional para Long Island em preparação para a chegada da tempestade. O Departamento de Gestão de Emergências da cidade de Nova Iorque aconselhou as comunidades costeiras da cidade a reverem os seus planos de emergência. Em 15 de setembro, a cidade de Southampton declarou estado de emergência, fechando estradas costeiras. O leste de Long Island sofreu erosão na praia e rajadas de vento causadas pela tempestade.

#### Massachussets
Em Massachusetts, os barcos em Nantucket foram retirados da água ou abrigados em portos protegidos. Todos os serviços da Hy-Line Cruises foram cancelados entre Martha's Vineyard e Hyannis, e de Martha's Vineyard a Nantucket. A Steamship Authority dispensou taxas de alteração e cancelamento para balsas entre 15 e 14 de setembro, a prefeita de Boston, Michelle Wu, anunciou a abertura de um centro de operações de emergência. Também foram feitos preparativos para colocar sacos de areia e paredes contra inundações, se necessário. A Polícia e os Bombeiros de Boston foram colocados em prontidão. Em 15 de setembro, a governadora de Massachusetts, Maura Healey, anunciou estado de emergência em resposta ao ciclone. Healey também anunciou que 50 membros da Guarda Nacional de Massachusetts capazes de operar veículos em águas altas estavam sendo ativados em antecipação a qualquer resgate potencial. Inúmeros voos foram cancelados ou atrasados no Aeroporto Internacional Logan, com algumas rotas sendo totalmente canceladas devido aos ventos fortes. A maioria dos danos foi causada pela derrubada de árvores devido a uma combinação de rajadas de vento e solo altamente saturado. Em Cohasset, a viatura de um policial de Cohasset foi esmagada pela queda de uma árvore enquanto o policial estava fora de sua viatura.

#### Ilha de Rodes
O Departamento de Transportes de Rhode Island limpou bueiros e cortou árvores em risco para mitigar o risco de inundações e ventos. A vice-governadora de Rhode Island, Sabina Matos, lembrou aos municípios que atualizassem os seus planos de mitigação de riscos durante uma conferência de imprensa com o governador Dan McKee e outras autoridades estaduais. McKee também anunciou que a estátua do Homem Independente no topo da Rhode Island State House em Providence estava sendo retirada para reparos devido a danos na cúpula da estátua antes que qualquer impacto potencial de Lee pudesse colocá-la em risco.

#### Nova Hampshire
O governador de Nova Hampshire, Chris Sununu, anunciou que equipes de serviços públicos estavam sendo montadas em todo o estado para responder rapidamente aos cortes de energia e alertou os residentes para não serem complacentes. Um aviso de vento foi colocado em vigor nas Montanhas Brancas de Nova Hampshire, onde o vento seria mais forte devido à altitude. No Monte Washington, as rajadas atingiram até 96 mph (154 km/h).

#### Maine
A governadora do Maine, Janet Mills, declarou estado de emergência e solicitou ao presidente Joe Biden que emitisse uma declaração de desastre de emergência para o estado, e ele o fez mais tarde naquela noite. A declaração do estado de emergência também fez com que o salário mínimo de Portland fosse aumentado 1,5 vezes, de US$ 14 por hora para US$ 21 por hora. Trabalhadores de serviços públicos de lugares distantes como o Tennessee foram trazidos para o estado para ajudar a restaurar rapidamente a energia em caso de interrupções e os proprietários de barcos foram aconselhados a proteger seus barcos pela Associação Maine Harbor Master's. As Montanhas Brancas, no Maine, também foram submetidas a alertas sobre vento. Em 16 de setembro, cerca de metade de todos os voos de e para o Portland International Jetport foram cancelados, enquanto a maioria dos voos de e para o Aeroporto Internacional de Bangor foram cancelados devido a ventos fortes. O Serviço Nacional de Parques também fechou certas áreas do Parque Nacional de Acádia.
Em 16 de setembro, ocorreram danos causados pelo vento em partes do sudeste do estado, onde árvores foram derrubadas, incluindo algumas que caíram sobre uma parte da SR 11 no condado de Aroostook, forçando o fechamento, e ocorreram mais de 92.000 cortes de energia. O líder republicano da Câmara do Maine, Billy Bob Faulkingham, junto com outra pessoa, foram resgatados depois que seu barco tombou em Winter Harbor enquanto eles se agarravam ao casco do navio até a chegada do resgate. Uma pessoa morreu depois que seu veículo foi atingido pela queda de uma árvore em Searsport. Um homem de Ohio também ficou ferido enquanto dirigia na SR 11 em Moro Plantation, depois que uma árvore caída atravessou seu para-brisa. Em Bar Harbor, um navio de observação de baleias libertou-se e caiu em terra, forçando as autoridades a descarregar 1,800 U.S. gal (6,800 L) de óleo diesel para evitar que seja derramado no oceano. Na tarde de setembro Em 16 de outubro, cerca de 94.000 clientes no Maine ficaram sem energia.

### Canadá
A Environment Canada emitiu alertas de furacão para partes do condado de Charlotte, particularmente sua costa e a ilha Grand Manan em Novo Brunswick, bem como os condados de Digby, Yarmouth, Shelburne, e Queens, na Nova Escócia. Outros alertas de tempestade tropical foram emitidos para o sudeste de Novo Brunswick, bem como para várias partes da Nova Escócia. Em 15 de setembro, o primeiro-ministro Justin Trudeau anunciou que tinha convocado o Grupo de Resposta a Incidentes para discutir os potenciais impactos do ciclone e alertou os canadianos para tomarem precauções e ouvirem as autoridades locais.
Ventos fortes com rajadas com força de furacão causaram danos generalizados, mas mínimos, na Nova Escócia e em Novo Brunswick durante a passagem de Lee, principalmente na forma de árvores derrubadas e linhas de energia. Os cortes de energia associados ao ciclone aumentaram para cerca de 140 mil na Nova Escócia e 37 mil em Novo Brunswick, na tarde de 16 de setembro.

#### Novo Brunswick
Foram feitos cancelamentos para navios de cruzeiro com escala prevista no Porto de São João. Em 15 de setembro, o diretor da Organização de Medidas de Emergência de Novo Brunswick, Kyle Leavitt, juntou-se ao primeiro-ministro Blaine Higgs e outros funcionários em uma entrevista coletiva. Leavitt alertou sobre as condições perigosas de direção e pediu aos residentes que ficassem em casa, além de aconselhá-los a concluir todos os preparativos até sexta-feira. A vice-presidente da NB Power, Nicole Poirier, também anunciou que as equipes foram posicionadas para responder a possíveis cortes de energia. Muitos voos foram cancelados ou atrasados de e para o Aeroporto Internacional Greater Moncton Romeo LeBlanc e o Aeroporto Internacional de Fredericton devido a condições perigosas em 16 de setembro. O serviço de ferry de e para Grand Manan foi suspenso e árvores foram derrubadas em toda a província, às vezes levando consigo postes e fios. As áreas baixas em Saint John e Fredericton sofreram inundações e várias árvores históricas foram derrubadas em Saint John.

#### Nova Escócia
No dia 15 de setembro, foi realizada uma conferência de imprensa com vários responsáveis provinciais. Bob Robichaud, meteorologista sênior da Environment Canada, alertou que os preparativos devem ser concluídos no máximo até sexta-feira à noite. Um diretor sênior de fornecimento de energia da Nova Scotia Power, Matt Drover, anunciou que equipes de serviços públicos estavam sendo mobilizadas em toda a província. Bay Ferries também cancelou viagens do MV Fundy Rose entre 16 e A maioria dos voos de e para o Aeroporto Internacional Halifax Stanfield foram cancelados. Mais de 200.000 clientes perderam eletricidade. Um poste de serviços públicos pegou fogo em Stoney Island e as estradas costeiras foram inundadas pela tempestade, com várias estradas na região da costa leste sendo destruídas pela tempestade. A maior parte dos danos foi causada por árvores derrubadas por rajadas de vento. O Parque Provincial de Rissers Beach sofreu tempestades significativas, com grandes danos ao calçadão e várias árvores derrubadas em todo o parque. A maior rajada de vento causada pelo ciclone no Canadá, 117 km/h (73 mph), foi registrado no Aeroporto Internacional Halifax Stanfield.

#### Ilha Principe Edward
Northumberland Ferries Limited cancelou as travessias de balsa entre a Nova Escócia e a Ilha do Príncipe Eduardo no sábado. A Maritime Electric posicionou equipes de serviços públicos em toda a província para responder a quaisquer possíveis cortes de energia. Os voos também foram cancelados de e para o Aeroporto de Charlottetown.